# Jalna (film 1935)
Jalna è un film del 1935 diretto da John Cromwell. La sceneggiatura si basa sul romanzo Jalna di Mazo de la Roche, pubblicato a puntate dal maggio all'ottobre 1927 su The Atlantic Monthly.

## Produzione
Il film, prodotto dalla RKO Radio Pictures, fu girato nei Prudential Studios, al 5300 di Melrose Avenue, a Los Angeles tra il 13 maggio e l'inizio luglio 1935.

## Distribuzione
Il copyright del film, richiesto dalla RKO Radio Pictures, Inc., fu registrato il 9 agosto 1935 con il numero LP5766.
Distribuito dalla RKO Radio Pictures, il film uscì nelle sale cinematografiche USA il 9 agosto 1935.